# Lasciami andare
Lasciami andare è un film del 2020 diretto da Stefano Mordini.
Adattamento cinematografico del romanzo del 2012 Sei tornato, scritto da Christopher Coake, il film è interpretato da Stefano Accorsi, Valeria Golino, Maya Sansa e Serena Rossi.

## Trama
Quando scopre che sua moglie Anita aspetta un bambino, Marco intravede la possibilità di lasciarsi alle spalle la prematura scomparsa del figlio avuto con l'ex-moglie Clara, evento che li ha segnati nel profondo. Un giorno, però, entrambi vengono contattati dalla nuova proprietaria dell'appartamento dove vivevano prima del fatto: la donna, Perla, afferma di venire perseguitata assieme a suo figlio da una misteriosa presenza dalla voce di un bambino che abita la casa.

## Promozione
Il trailer e la locandina ufficiale del film sono stati diffusi online il 31 agosto 2020.

## Distribuzione
Il film è stato presentato in anteprima l'11 settembre 2020 alla 77ª Mostra internazionale d'arte cinematografica di Venezia, come film di chiusura e fuori concorso.